# 隠し湯
隠し湯（かくしゆ）は、日本において封建制が存在した時代に、土地の領主が独占的に利用した温泉のこと。温泉地によっては隠れ湯と呼ぶ場合もある。他者に利用させない、すなわち隠すということから隠し湯と呼ばれる。山間部などに位置するものが多いが、平地部に近い温泉も存在した。

## 概要
隠し湯で最も知られるのは武田信玄である。領内には温泉が多いこともあり、将兵の湯治を目的として領内各地の温泉を利用した。信玄のライバルである上杉謙信や信玄に仕えていた真田氏も同様に隠し湯を多く持っていたとされる。
今日では、隠し湯というフレーズは歴史ある温泉、秘湯、効能の高い温泉というイメージから観光宣伝でしばしば用いられる。前述の2名が有名であることもあり、「信玄の隠し湯」「謙信の隠し湯」などがキャッチフレーズとして用いられることが多い。一方、隠し湯は泉温が低く、また川岸に立地していることなど泉質が変化することも多いことから、2004年の温泉偽装問題で問題になった所が多い。

## 隠し湯と呼ばれている温泉
- 太字は江戸時代以降発展し宿泊施設数10件以上の温泉街が形成されている場所。
- ☆印の付いている温泉は平均泉温40度未満のいわゆる「ぬる湯」、★印の付いている温泉は平均泉温が25度未満（温泉法の定義により冷鉱泉に分類される）の場所である。

### 信玄の隠し湯
- 信玄の湯 湯村温泉（山梨県甲府市）
- 積翠寺温泉（山梨県甲府市）☆
- 下部温泉（山梨県南巨摩郡身延町）
- 西山温泉（山梨県南巨摩郡早川町）
- 赤石温泉（山梨県南巨摩郡富士川町）★
- 川浦温泉（山梨県山梨市）
- 増富温泉（山梨県北杜市）☆
- 岩下温泉（山梨県山梨市）☆
- 田野温泉（山梨県甲州市）★
- 嵯峨塩鉱泉（山梨県甲州市）★
- 松代温泉（長野県長野市、加賀井温泉とも）
- 白骨温泉（長野県松本市）
- 横谷温泉（長野県茅野市）★
- 渋御殿湯温泉（長野県茅野市）☆
- 小谷温泉（長野県北安曇郡小谷村）
- 渋温泉（長野県下高井郡山ノ内町）
- 梅ヶ島温泉（静岡県静岡市葵区）
- 平湯温泉（岐阜県高山市）

上記のうち、下部・西山・梅ヶ島は武田氏滅亡後当地を治めるようになった徳川家康の隠し湯として利用されている。

### 謙信の隠し湯
- 燕温泉（新潟県妙高市）
- 関温泉（新潟県妙高市）
- 蓮華温泉（新潟県糸魚川市）
- 貝掛温泉（新潟県南魚沼郡湯沢町）☆
- 生地温泉（富山県黒部市）★
- 猿ヶ京温泉（群馬県利根郡みなかみ町）
- 奈女沢温泉（群馬県利根郡みなかみ町）[2][3]

### その他隠し湯
- 伊香保温泉（群馬県渋川市）
- 別所温泉（長野県上田市）
- 角間温泉（長野県上田市）★
- 鹿沢温泉（群馬県吾妻郡嬬恋村）